# Two Buttes
Two Buttes è un centro abitato (town) di tipo rurale di 43 abitanti degli Stati Uniti d'America situato nella contea di Baca, Stato del Colorado.

## Geografia Fisica

### Territorio
Two Buttes si estende su una superficie di 0,6 km².

### Clima
Seppur al di sotto della media del Colorado, la zona di Two Buttes è soggetta a tornadi. Nel 1977 un F4 transitò a 50 Km dal centro abitato. Nel 1967 un F2 passò a 5,8 km dalla città e ci furono quattro feriti.
| Dati climatici      | Mesi | Mesi | Mesi | Mesi | Mesi | Mesi | Mesi | Mesi | Mesi | Mesi | Mesi | Mesi | Stagioni | Stagioni | Stagioni | Stagioni | Anno |
| Dati climatici      | Gen  | Feb  | Mar  | Apr  | Mag  | Giu  | Lug  | Ago  | Set  | Ott  | Nov  | Dic  | Inv      | Pri      | Est      | Aut      | Anno |
| ------------------- | ---- | ---- | ---- | ---- | ---- | ---- | ---- | ---- | ---- | ---- | ---- | ---- | -------- | -------- | -------- | -------- | ---- |
| T. max. media (°C)  | 8    | 10   | 14   | 19   | 25   | 30   | 33   | 32   | 28   | 22   | 13   | 9    | 9        | 19,3     | 31,7     | 21       | 20,3 |
| T. min. media (°C)  | −8   | −6   | −3   | 2    | 7    | 13   | 16   | 15   | 10   | 4    | −3   | −7   | −7       | 2        | 14,7     | 3,7      | 3,3  |
| Precipitazioni (mm) | 0    | 10   | 20   | 30   | 50   | 50   | 50   | 40   | 30   | 20   | 10   | 0    | 10       | 100      | 140      | 60       | 310  |

## Storia
Two Buttes nasce durante la costruzione della diga che creò il bacino artificiale di Two Buttes a circa 15 chilometri nord-ovest dal centro abitato. Il bacino viene utilizzato dagli abitanti della contea anche per attività nautiche sportive. Col tempo, a causa della forte evaporazione, la quantità d'acqua del serbatoio è diminuita considerevolmente ma, seppur ridimensionate, ha conservato le sue funzioni d'uso rimanendo operativo.

## Monumenti e luoghi d'interesse

### Architetture civili
Il Two Buttes Gymnasium è un edificio costruito fra il 1935 e il 1937 sotto la supervisione della Works Progress Administration (WPA), entrato a far parete del National Register of Historic Places degli Stati Uniti nel 2009. 
L'edificio sorge nel centro di Two Buttes fra la sesta strada ovest e la quinta strada est. È stato costruito tenendo conto dell'architettura tipica del luogo. A pianta rettangolare (18 metri per 36 metri) ha un solo piano d'altezza. Le fondamenta e le pareti sono di pietra arenaria colore marrone, di forma e dimensione molto simili fra loro. Il tetto è piatto, delimitato per l'intera circonferenza da un parapetto. 
Il piano principale è diviso fra: biglietteria, spogliatoio, chiosco e palestra corredata di gradinate poste sulla parete a nord. Nell'edificio è presente anche un seminterrato usato come sala riunioni e attrezzato con cucina.
Dapprima importante centro del distretto scolastico, dopo la progressiva diminuzione della popolazione di Two Buttes, ha perso la sua destinazione d'uso primaria, ma è rimasto il principale centro per riunioni e radudi della comunità.

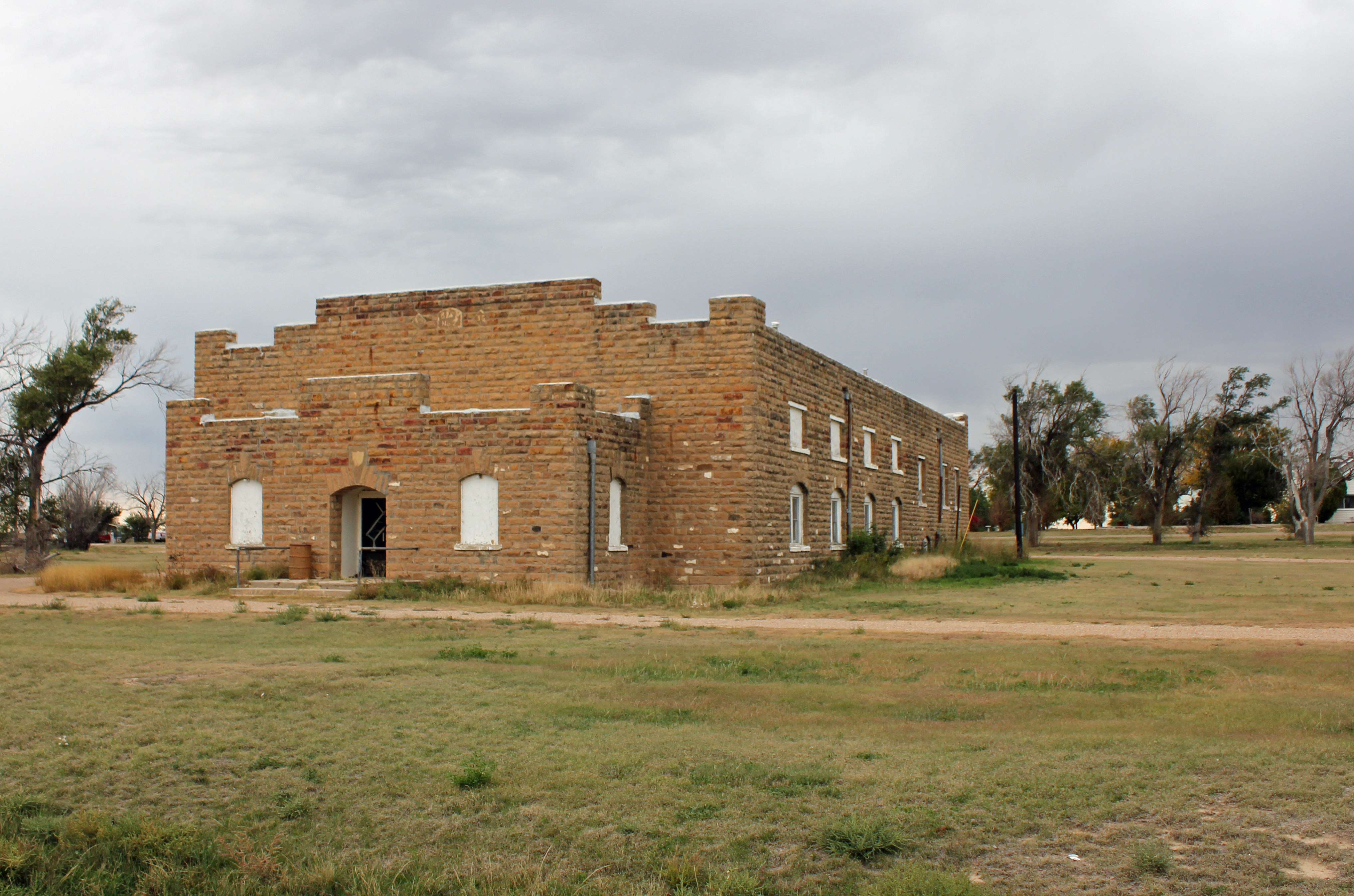
Vista del Two Buttes Gymnasium dalla quinta strada

## Società

### Evoluzione demografica
Two Buttes ha una popolazione di 43 abitanti (censimento del 2010). Raggiunse l'apice di 2 000 abitanti durante la costruzione della diga di Two Buttes.

## Infrastrutture e trasporti

### Aeroporti
Nell'area di Two Buttes vi è il Rons Field Airport (53CO), un piccolo aeroporto privato di una sola pista proprietà di Ronald Drasselmeyer.